# Models in Paradise
Models in Paradise, französischer Originaltitel Cœurs Caraïbes, ist eine vierteilige Fernsehserie aus dem Jahre 1995 (deutsche Erstausstrahlung 1997), wo die Schauspielerin und Sängerin Vanessa Demouy ihr Debüt hatte. Die Serie lief in Deutschland auf dem Sender tm3.
Regie führte Paolo Barzman, das Drehbuch stammt von Laurent Vachaud.
In der Serie geht es um Abenteuer zweier Models auf einer karibischen Insel bei Martinique.
Die Serie war so erfolgreich, dass eine zweite Staffel namens Aventures Caraïbes ein Jahr später produziert worden ist.

## 1. Staffel: Cœurs caraïbes (1995)

### Episode 1: Reif für die Insel
Linda Demersey (Vanessa Demouy), ein aufstrebendes Top-Model, erbt von ihrem Großvater die kleine Insel Madinina samt Hotel. Da sie das Leben als Model und die Großstadthektik von Paris satt hat, packt sie kurz entschlossen ihre Koffer und fliegt mit ihrer Freundin Victoire (Cachou) in die Karibik.
Der undurchsichtige Hotelmanager Lucas (Patrick Forster-Delmas) heißt die beiden willkommen. Enttäuscht stellt Linda aber fest, dass das Hotel total heruntergekommen ist und kurz vor der Pleite steht. Ihr Onkel Willy (Paul Barge), der selbst fest mit der Erbschaft rechnete, bietet großzügig an, ihr die Anlage und die Insel abzukaufen. Doch Linda will ihr Erbe antreten.
Nun versucht Willy, Linda loszuwerden. Er ködert Lucas als Komplizen. Als Linda einen Bootsausflug macht, sinkt die von Lucas präparierte Jolle. Linda kann sich gerade noch auf eine Sandbank retten.

### Episode 2: Gefährliche Liebschaften
Unangemeldet trifft Lindas Ex-Freund David auf Madinina ein. Er will Linda zurückgewinnen, doch sie wirft sich dem undurchsichtigen Hotelmanager Lucas in die Arme.
Linda ahnt nicht, dass Lucas nicht nur mit ihrem geldgierigen Onkel Willy unter einer Decke steckt, sondern auch Kontakte zur Mafia hat. 

### Episode 3: Ärger im Paradies
Während Onkel Willy Linda überredet, ihre Pläne für ein Erholungszentrum mit ihm zusammen zu verwirklichen, gehen in Madinina seltsame Gäste an Land. Lucas stellt Linda die Fremden als seinen Neffen Diego und dessen Werbefilmcrew vor.
In Wirklichkeit gehören die Männer dem Geheimdienst an. Lucas hat sie auf die Spur von Lindas Onkel gebracht, den er verdächtigt, in dubiose Geschäfte verwickelt zu sein.

### Episode 4: Karibische Hochzeit
Die Ermittlungen des Geheimdienstes haben Linda stutzig gemacht. Beim Anwalt ihres verstorbenen Großvaters sieht sie alle wichtigen Papiere ein, die die Insel betreffen.
Sie muss dem Geheimnis, das Madinina umgibt, auf die Spur kommen, bevor sie wegen der ausbleibenden Touristen gezwungen ist, Insel und Hotelanlage an Onkel Willy zu verkaufen. Im Anwaltsbüro begegnet sie Lucas wieder ...

## 2. Staffel: Aventures Caraïbes (1996)

### Episode 5: Honigmond
Linda und Lucas, mittlerweile verheiratet, kommen unter der Sonne Kolumbiens an, um ihren Honigmond zu genießen. Sehr possessiv hat die Schöne von ihrem Ehegatten eingefordert, dass er in seinem Job als geheimer Beamter eine Pause einlegt ... um sich mit ihr zu befassen. So kommt es zur Liebe im tropischen Wald... 

### Episode 6: Träume oder Lügen
Linda deckt eine Mitteilung von Lucas auf, die ihn auffordert, sich auf die Insel der Korallen zu begeben. Bevor er weggeht, vertraut Linda sich Domingo Pablito (Ruben Benichon) an und versteckt sich an Bord des Bootes von Luca... 

### Episode 7: Zwei Mädchen in der Sonne
Linda, rasend, dass sie von ihrem Ehemann versetzt wurde, geht diesem auf Grund … mit Tanya (Denise Virieux), der Ex-Ehefrau von Lucas... 

### Episode 8: Im Herzen des Dschungels
Huerta (Michel Albertini) organisiert einen protzigen Ball, um seinen Gästen das gigantische Kasinoprojekt für Milliardäre im Herzen des Waldes vorzustellen...